# Банско вијеће (Хрватска и Славонија)
Банско вијеће је било високи управни орган у Хрватској и Славонији које је дјеловало од краја априла 1848. до 1850. године. Основано је након догађања у марту 1848. године и названо је по узору на Хрватско краљевско вијеће из 1767. године.

## Историја
Користећи ситуацију у Аустрији, Мађари су послали краљу адресу у којој су захтијевали властито министарство независно од Аустрије, као врховни орган државне управе. Под притиском устаничког покрета у Бечу и покрета у Пешти, бечки двор је 27. марта одобрио власт мађарског либералног средњег племства, па је у заједничком сабору изгласан закон о министарству (влади). Међутим, хрватске и славонске жупаније нису хтјеле признати наведени закон нити било коју функцију владе. Ни сам новоименовани бан Јосип Јелачић није хтио признати ново уређење власти па је 19. априла упутио свим областима окружницу (циркулар) у којој заповиједа свим надлештвима да не смију примити ни од кога и ни од куда службене налоге те да се једино њему могу обраћати као врховном земаљском поглавару. Неколико дана потом бан је формирао Банско вијеће. Иако је краљ оспорио банску наредбу о прогласу од 19. априла, Банско вијеће је формирано и почело дјеловати. Краљ је де факто признао Банско вијеће као владу у децембру 1848. успостављањем мјеста хрватског министра у аустријској влади као посредника између Двора и Банског вијећа.
Банско вијеће је формално распуштено наредбом Министарства унутрашњих послова у Бечу од 12. јуна и царском одлуком од 17. јуна 1850. године. До стварног распуштања дошло је 26. јуна, а неколико дана касније, 1. јула, бан је основао Банску владу.

## Организација
На челу Банског вијећа налазио се бан којег је именовао краљ. Сабор је током 1848. године одобрио и потврдио све наредбе бана које је издао у раздобљу од свог именовања па до свечаног преузимања дужности. За вријеме његове одсутности, бана је замјењивао подбан Мирко Лентулај, који је руководио Банским вијећем у оквиру овлашћења које би му бан повјерио.
Банско вијеће је имало сљедеће одсјеке, на чијем челу су били стални предсједници:
- Одсјек унутарњих дјела;
- Одсјек просвјећивања;
- Бојни одсјек;
- Одсјек финансија;
- Одсјек правосуђа (формиран крајем јуна 1848).

С обзиром на Јелачићеву одсутност, Банско вијеће је самостално управљало унутрашњим пословима Хрватске и Славоније и дјеловало као фактичка влада до проглашења Мартовског устава.